# Max Langer (Maler)
Max Langer (* 12. Juli 1897 in Spitzkunnersdorf; † 3. Mai 1985 in Niederoderwitz) war ein deutscher Maler in der Lausitz.

## Leben
Der Vater Langers war Dekorationsmaler in Niederoderwitz. Wie seine vier Brüder erlernte auch Langer diesen Beruf. Von 1917 bis 1921 studierte er bei Paul Rößler an der Akademie für Bildenden Künste Dresden. Dann ging er auf Wanderschaft durch Oberbayern, bevor er nach Niederoderwitz zurückkehrte. Er heiratete 1928, arbeitete als selbständiger Dekorationsmaler und daneben ab 1931 als freischaffender Künstler. 1932 trat er der KPD bei.
Langer wurde nach der Machtergreifung der Nationalsozialisten obligatorisch Mitglied der Reichskammer der bildenden Künste. Für diese Zeit ist jedoch lediglich 1934 seine Teilnahme an der Sächsischen Kunstausstellung in Dresden bekannt.
Langer war einer der bedeutendsten Künstler der Lausitz. In seinen Hinterglasmalereien, Ölgemälden, Gouachen und Pinselzeichnungen zeigte er vor allem die Menschen seiner Lausitzer Heimat, so in dem Zyklus „Ein Lausitzer Weberleben“. Weitere Motive sind vor allem Blumenstücke, Stillleben, Interieurs und Bilder von Dörfern. Als Kunsthandwerker leistete Langer höchst Eigenständiges vor allem mit der Bemalung von Keramik und Holz, Entwürfen für Blaudrucke und als Hinterglas-Maler, wobei die Tradition der Lausitzer Volkskunst deutlich wird.
Langer war in der DDR Mitglied des Verbands Bildender Künstler und machte auch Auftragsarbeiten, so für den VBK Bildnisse und Porträtskizzen, wozu er zeitweilig in einer Maschinen-Traktoren-Station arbeitete.

## Ehrungen
- 1978: Johannes-R.-Becher-Medaille in Gold
- 1980: Verdienstmedaille der DDR
- 1981: Kunstpreis der Oberlausitz

## Bildliche Darstellung
- Evelyn Richter: Max Langer im Atelier (Fotografie um 1965)[1]

## Rezeption
„Berühmt geworden ist er als Hinterglasmaler und als solcher bei uns unübertroffen … Seine Hinterglasmalereien haben etwas von den Guckkastenbildern der Jahrmärkte, sie sind im guten Sinne naiv, und sie öffnen einen Blick in die Welt.“
Lothar Lang
„Man sieht diesen Werken der Malerei an, dass ihr Schöpfer durch die Schule der großen Meister des Impressionismus und Expressionismus ging, allmählich aber zu seiner sehr ausgesprochen eigenen Art vordrang.“
Eva Schmidt

## Öffentliche Sammlungen und Museen mit Werken Langers (mutmaßlich unvollständig)
- Galerie Neue Meister Dresden[4]
- Kupferstichkabinett Dresden[4]
- Museum für Sächsische Volkskunst Dresden[4]
- Deutsches Damast- und Frottiermuseum Großschönau[5]
- Stadtmuseum Löbau[5]
- Heimat- und Humboldt-Museum im Faktorenhof Eibau[5]

## Werke (Auswahl)

### Tafelbilder
- Heimkehrer (1948, Öl; auf der Zweiten Deutschen Kunstausstellung)[6]
- Dahlien im blauen Krug (1948, Öl; auf der Zweiten Deutschen Kunstausstellung)[7]
- Großes Familienbild, Familie des Künstlers[8]
- Jungenporträt, Sohn des Künstlers (1948)[9]
- Lausitzer Weberleber (um 1957/58, Gouache, Serie von 16 Bildern, auf der Vierten Deutschen Kunstausstellung)

- Oberlausitzer Landschaft, Lausche und Breiteberg (1980, Öl; auf der IX. Deutschen Kunstausstellung)[10]

### Holzmalerei
- Holzteller und Spanschachteln (um 1964)[11]

- Holzteller (um 1964)[12]

## Ausstellungen (unvollständig)

### Einzelausstellungen
- 1949: Dresden (mit Hans Grundig  und Walter Rehn)
- 1960: Bautzen, Stadtmuseum (mit Helmut Gebhardt, Gottfried Zawadzki, Elisabeth Zillich und Maria-Luise Bürkner)
- 1969: Dresden, Albertinum
- 1970: Bautzen, Stadtmuseum
- 1970: Görlitz, Städtische Kunstsammlung

#### Postum
- 1987: Zittau, Stadtmuseum Zittau (zum 90. Geburtstag)
- 2022/2023: Zittau, Franziskanerkloster („Meine kleine und große Welt. Leben und Werk des Oberlausitzer Malers Max Langer“)

### Ausstellungsbeteiligungen
- 1933: Bautzen, („5. Ausstellung der Arbeitsgemeinschaft der Lausitzer Bildenden Künstler“; mit drei Stillleben)[13]

- 1934: Dresden, Brühlsche Terrasse („Sächsische Kunstausstellung“)

- 1949, 1958/1959, 1982/1983: 2. und Vierte Deutsche Kunstausstellung und IX. Kunstausstellung der DDR

#### Postum
- 1986: Gotha, Schlossmuseum („Das Urteil des Paris in der bildenden Kunst der DDR“)
- 1987/1988: Dresden, X. Kunstausstellung der DDR

## Publikationen
- Lothar Lang: Max Langer. In: Begegnungen im Atelier. Henschelverlag, Berlin 1975, S. 191–195.
- Max Langer: Mein Lausitzer Guckkasten. Mit Versen von Manfred Streubel. Nachwort von Manfred Bachmann. Greifenverlag, Rudolstadt 1979.
- Helmut Voigt: Ein Malerpoet der Oberlausitz. In: Familien-Kalenderbuch für das Jahr 1997. Oberlausitzer Verlag, 1996.
- Michael Olshausen: The Preservation of Fragility as Not-Tyranny: United Germany's Max Langer. In: Die Zeitschrift für Kunstgeschichte. Deutscher Kunstverlag, München/Berlin, Nr. 4, 1999.
- Langer, Max. In: Dietmar Eisold (Hrsg.): Lexikon Künstler in der DDR. Verlag Neues Leben, Berlin 2010, ISBN 978-3-355-01761-9, S. 518.

## Video
- A-Labns-Boom, ein Film des Fernsehens der DDR, hergestellt in DEFA-Studio für Trickfilme, Dresden, Sendung vom 1. Dezember 1980.  Eigentum des Deutschen Rundfunkarchivs Berlin, Fi-Nr. FP 7439, Länge 28'19"
- Ich hab' etwas heimgetragen, ein Film des Fernsehens der DDR, Eigentum des Deutschen Rundfunkarchivs Berlin. Sendung vom 1. September 1988, VBA 73440, Länge 29'04"